# 千葉アリサ
千葉 アリサ（ちば アリサ、1982年10月16日 - ）は、日本のファッションモデル。雑誌『MORE』や『non-no』などで活躍中。2008年の東京ガールズコレクションに出演。現在モデルエージェンシーFLOSに所属。兵庫県神戸市出身。

## 主な出演作品

### テレビドラマ
- ビヨンド・ザ・ブレイク（2008年）※吹き替え

### バラエティ番組
- 太田光の私が総理大臣になったら…秘書田中。（日本テレビ系）※ゲスト議員として複数回出演

### CM
- コーセー『ヴィセ』

## ディスコグラフィー
- 『Popーin Bags』（1996年） - カジヒデキ他数名とで出したコラボレーションアルバム。
- 『Digital mc Sister』（1998年） - 雑誌『mc Sister』で活動していた時、同じく雑誌で活動していた女性モデルとともに結成したグループ「mcSisters」のCD。